# Ivermectin
Ivermectin ist ein Arzneistoff, der gegen Ektoparasiten (Läuse, Milben, Zecken) und Endoparasiten, vor allem Fadenwürmer (Nematoden), eingesetzt wird. Chemisch gesehen handelt es sich um ein Gemisch zweier sehr ähnlicher halbsynthetischer chemischer Verbindungen aus der Gruppe der Avermectine. Avermectine sind makrocyclische Lactone (Makrolide) und entstehen als Endprodukte der Fermentation des „Strahlenpilzes“ Streptomyces avermitilis. Das Gemisch mit dem Wirkungsspektrum von Avermectin B1 und B2 besteht zu 80 bis 90 % aus Avermectin H2B1a und zu 10–20 % aus Avermectin H2B1b.
Ivermectin wird vorwiegend in der Tiermedizin zur Behandlung und Vorbeugung gegen durch Ektoparasiten oder Fadenwürmer verursachte Infektionskrankheiten (Parasitose, Helminthiasis) eingesetzt. Vor allem in Afrika, aber auch in anderen Entwicklungsländern, wird Ivermectin in der Humanmedizin gegen Flussblindheit und Elephantiasis eingesetzt.
2015 wurde der Nobelpreis für Physiologie oder Medizin an den Japaner Satoshi Ōmura und den US-Amerikaner William C. Campbell für die Entwicklung von Ivermectin verliehen.

## Entdeckung
Die Entdeckung der Avermectine geht auf eine 1974 in Japan genommenen Bodenprobe zurück, die den Mikroorganismus Streptomyces avermitilis enthielt. Ōmura schickte mehrere tausend Fermentationsbrühen an MSD, wo Campbell die starke anthelminthische Aktivität von Avermectin B1 und seines Derivats Ivermectin feststellte.
1981 begannen die klinischen Studien. 1987 wurde Ivermectin unter dem Handelsnamen Mectizan zugelassen. Der damalige Vorstandsvorsitzende von MSD, P. Roy Vagelos, entschied sich dazu, Mectizan aufgrund seiner Wirksamkeit gegen die Flussblindheit für die Dritte Welt kostenlos bereitzustellen.

## Wirkungsmechanismus
Ivermectin ist gut fettlöslich und wird bei oraler, parenteraler und Verabreichung über die Haut schnell resorbiert und im Körper verteilt. Es reichert sich in der Leber und im Fettgewebe an und wird von dort langsam freigesetzt. Die Ausscheidung erfolgt über die Gallenflüssigkeit und dann über den Kot. Geringe Mengen werden auch über den Harn und die Milch ausgeschieden.
Ivermectin bindet sich an die nur bei Wirbellosen vorkommenden Glutamat-aktivierten Chloridkanäle sowie an γ-Aminobuttersäure-aktivierte Chloridkanäle. Der dadurch ausgelöste Einstrom von Chlorid-Ionen in die Zelle führt zu einer Hyperpolarisation der Zellmembran, was die Erregungsüberleitung blockiert. Dies führt zu einer Lähmung (Paralyse) und schließlich zum Tod der Parasiten. Zudem werden die Eibildung der Würmer und die Larvenentwicklung gestört.
Bei Zecken wird die Eiproduktion und die Häutung gehemmt und damit der Reproduktionszyklus gestört, die Zecke selbst fällt aber nicht vom Wirt ab.
Auf Wirbeltiere wirkt Ivermectin allgemein weniger toxisch, da das Hauptwirkziel – glutamat-aktivierte Chloridkanäle – bei ihnen nicht vorhanden ist. Jedoch aktiviert Ivermectin in höheren Konzentrationen unter anderem auch inhibitorische GABAA- und Glycinrezeptoren, wie sie im Zentralnervensystem von Wirbeltieren (inklusive des Menschen) vorkommen. Dies kann zu einer starken Zentralnervensystem-Dämpfung und im Extremfall zum Tod führen. Die Giftigkeit hängt auch davon ab, wie gut Ivermectin die Blut-Hirn-Schranke der jeweiligen Spezies überwinden kann. Bei Säugetieren ist die Durchlässigkeit meist gering.

## Wirkungsspektrum und Anwendung
Ivermectin wirkt gegen alle klinisch bedeutsamen Fadenwürmer (Nematoden). Außerdem ist das Mittel wirksam gegen Läuse, Milben (Psoroptes spp., Sarcoptes ssp., Otodectes cynotis, Demodex ssp., Knemidocoptes ssp., Rote Vogelmilbe, Nordische Vogelmilbe, Luftsackmilben etc.), Kaninchenflöhe, Dasselfliegen (Dermatobia, Hypoderma), Schaflausfliegen (Melophagus) und Mikrofilarien.
Bandwürmer (Cestoden) sind gegen Ivermectin resistent, aber empfindlich gegenüber dem Wirkstoff Praziquantel, der in manchen veterinärmedizinischen Kombinationspräparaten (Entwurmungspasten und -tabletten) enthalten ist. Auch bei einigen Rundwürmern vermutet man erste Resistenzen.
Eine Zulassung für Humandiagnosen existiert in Deutschland nur für die Behandlung der Rosacea und der Krätze, sonstige Behandlungen erfolgen als Off-Label Use. Die aus der Therapie der Onchozerkose (Flussblindheit) bekannten Nebenwirkungen beruhen auf dem massenhaften Absterben der Mikrofilarien und sind bei Milbenbefall nicht zu erwarten. Die orale Therapie ist besonders auch bei Wimpernbefall (z. B. durch Filzläuse) zu empfehlen, da die z. Z. topisch angewendeten Mittel die Hornhaut schädigen können. In der Schwangerschaft und Stillzeit sowie bei Kindern unter 5 Jahren ist das Mittel kontraindiziert.
In den USA wurde 2012 eine 0,5%ige Ivermectin-Lotion zur einmaligen Anwendung im Kopfhaar zugelassen, die eine effektive Therapie bei Kopfläusen darstellt. Die Anwendung ist risikoarm, bereits ab dem sechsten Lebensmonat getestet und auch bei Läusen mit Resistenz gegen andere Mittel geeignet.
Über die ektoparasitäre Wirkung auf den Krankheitsüberträger scheint Ivermectin die Übertragung der Malaria reduzieren zu können, eine direkte Wirkung auf den Erreger der Malaria (Plasmodium falciparum) konnte mit Hilfe einer experimentellen Infektion an freiwilligen Probanden jedoch nicht nachgewiesen werden.
Die WHO führt Ivermectin in ihrer Liste der „unentbehrlichen Arzneimittel“.
Bei Tieren (Haus- und Heimtiere, Vögel, Reptilien) wird das Mittel oral, subkutan, intramuskulär oder über die Haut verabreicht. Eine Wiederholung nach einer Woche wird bei vielen Parasiten empfohlen.

## Nebenwirkungen und Kontraindikationen
Bei der Anwendung in der Humanmedizin sind Nebenwirkungen meist mild und vorübergehend. Bei der Behandlung der Flussblindheit mit Ivermectin sind die wichtigsten beschriebenen Nebenwirkungen Gesichtsödeme, Fieber, Juckreiz und allgemeines Krankheitsgefühl, was jedoch auf das massenhafte Absterben der Mikrofilarien in den Lymphwegen zurückzuführen ist, weshalb diese Nebenwirkungen bei der Behandlung anderer Krankheiten nicht zu erwarten sind.
Bei Collies, Collie-Mischlingen, Shelties, Bobtails und verwandten Hunderassen sollte Ivermectin nicht oral eingesetzt werden, da bei ihnen aufgrund eines häufigen Gendefekts (MDR1-Defekt) Todesfälle auftreten können. Auch junge Ratten, Igel, Schildkröten, Chamäleons und kleine Echsen sind sehr empfindlich. Bei Krokodilen ist die Anwendung kontraindiziert. Bei Finken traten häufiger Todesfälle auf. Bei sehr jungen Tieren sollte Ivermectin ebenfalls nicht eingesetzt werden.
Bei der Verabreichung können lokale Reaktionen auftreten (Schwellung der Injektionsstelle oder Hautirritationen bei lokaler Verabreichung).
Überempfindlichkeitsreaktionen (Anaphylaxie) wurden bislang nur bei Pferden und Hunden beobachtet. Bei Pferden können Ödeme auftreten. Bei Hunden kann durch das massive Absterben von Mikrofilarien sechs Stunden nach Behandlung ein Schock auftreten.

## Umweltschäden
Da die Anwendung von Ivermectin die kot-fressenden Tiere der behandelten Nutztiere schädigt, wird die  Nahrungsgrundlage einiger Tierarten vermindert. Dazu zählt zum Beispiel die Alpenkrähe,  die sich vielerorts überwiegend von Larven aus Schafskot ernährt. Die Nahrungsgrundlage dieser Vögel sind zahlreiche Käfer- und Fliegenarten, die sich auf den Abbau von Tierkot, oft nur von bestimmten Arten, spezialisiert haben. Damit ist deren Existenz indirekt bedroht. Weiterhin wird der Kot nicht mehr so schnell abgebaut, was vor allem bei Pferde- und Rinderweiden zu Produktionsausfällen führt, da das Gras unter dem länger liegenden Kot nicht nachwachsen kann.

## Eigenschaften

Aglycon-Teilstrukturen von Avermectin B_{1a} und B_{1b} sowie Ivermectin B_{1a} und B_{1b} im Vergleich

Die weiße bis weißlich-gelbe, kristalline Substanz ist im kristallinen Zustand stabil, reagiert jedoch in polaren Lösungsmitteln lichtempfindlich. Ivermectin ist praktisch unlöslich in Wasser, löst sich aber gut in Methanol, Ethanol, Chloroform, Aceton und Tetrahydrofuran.
Die beiden Komponenten des Ivermectins B1a (=Avermectin H2B1a) und B1b (=Avermectin H2B1b) unterscheiden sich strukturell nur durch eine Methylgruppe voneinander. Sie entstehen durch selektive Hydrierung der cis-konfigurierten 22,23-Bindung aus Avermectin B1a und Avermectin B1b, die im Gemisch gemeinsam als Abamectin bezeichnet werden.
Die Buchstaben und Ziffern in den Namen der Komponenten charakterisieren bestimmte Avermectinstrukturen wie Doppel- bzw. Einfachbindung zwischen dem C-22 und C-23 mit/ohne Substituent am C-23 (1 bzw. 2), ferner Substituenten am C-5 (A bzw. B) und am C-25 (a bzw. b). Das Molekül hat 19 chirale Zentren.

## Handelsnamen
- Humanmedizin: Driponin (D)[17], Scabioral (DE, AT),[18] Soolantra, Stromectol (NL, FR)
- Tiermedizin: Agrimec, Animec, Bimectin, Closamectin, Ecomectin, Eraquell, Equimax, Eqvalan, Furexel, Ivomec, Noromectin, Otimectin, Paramectin, Qualimec, Vectin, Virbamec

## Anwendung bei COVID-19-Erkrankung

### Wissenschaftliche Beleglage
Es wurde weltweit intensiv an der therapeutischen und prophylaktischen Wirksamkeit von Ivermectin bei COVID-19 geforscht. Anlass waren Versuche in Zellkulturen (in vitro) an der Monash University in Melbourne von 2020, die eine Eliminierung des Virus gezeigt haben. Jedoch waren die verwendeten Konzentrationen dermaßen hoch, dass selbst eine 8,5-fache von der FDA zugelassene Dosis (1700 µg/kg) im Blutspiegel weit unterhalb der in Zellkulturen getesteten liegen würde. Würde man die im Zellversuch verwendete Konzentration im Menschen erreichen wollen, müsste man eine Dosis verwenden, die etwa 100-fach so hoch ist wie die empfohlene. Damit würde eine gemäß In-vitro-Studien vergleichbare, antivirale Dosis aber toxisch wirken. Infolgedessen ist eine klinische Wirksamkeit von Ivermectin bei COVID-19-Erkrankung unplausibel, die Ergebnisse der Laborstudie lassen sich nicht ohne Weiteres auf den menschlichen Körper übertragen.
Die bisher veröffentlichten Daten aus Humanstudien weisen teils (erhebliche) methodische Schwächen auf. Mehrere Studien sind gefälscht. Eine sehr große und häufig zitierte Studie, die sehr positive Effekte bei Ivermectin beschrieb und dadurch in Meta-Analysen berücksichtigt wurde, ist wegen Verdachts auf Betrug (u. a. Manipulation von Patientendaten, Plagiatsvorwürfe) wieder zurückgezogen worden. Andere für Ivermectin sprechende Studien sind diesem Betrugsverdacht ebenfalls ausgesetzt, in der Vergangenheit wurden andere Studien ebenfalls zurückgezogen.
Eine Metaanalyse von Cochrane fand sowohl 2021 als auch 2022 keine Evidenz für die Verwendung von Ivermectin zur Therapie oder Vorbeugung bei COVID-19. Scheinbare Vorteile bei Studien mit Patienten, die häufig von Parasiten wie dem Zwergfadenwurm Strongyloides stercoralis befallen sind, hat ein Meta-Review von 2022 untersucht. Hierbei stellte sich heraus, dass infizierte Patienten in den Kontrollgruppen nicht mittels Ivermectin behandelt werden, und teils sogar durch die Gabe von Kortikosteroiden deren Risiko eines Hyperinfektionssyndroms zusätzlich erhöht wird. Infolgedessen werden die Kontrollgruppen systematisch einem erhöhten Sterberisiko ausgesetzt. Im Vergleich senkt dadurch Ivermectin das Sterberisiko bei COVID-19 Patienten. In Regionen, in denen eine Strongyloidiasis (die vom Fadenwurm ausgelöste Erkrankung) nicht endemisch ist, zeigte sich dagegen kein Nutzen Ivermectins. Damit kommt es zu erheblichen Verfälschungen.

### Einschätzung von WHO und EMA
Die Weltgesundheitsorganisation (WHO) stellte am 31. März 2021 fest, dass die aktuellen Erkenntnisse zur Verwendung von Ivermectin zur Behandlung von COVID-19-Patienten nicht schlüssig sind. Bis weitere Daten verfügbar sind, empfiehlt die WHO, das Medikament nur in klinischen Studien zu verwenden.
Nach Medienberichten und Veröffentlichungen über die Verwendung von Ivermectin zur Behandlung von COVID-19 überprüfte die Europäische Arzneimittelagentur (EMA) die veröffentlichten Erkenntnisse aus Laborstudien, Beobachtungsstudien, klinischen Studien und Metaanalysen und gab am 22. März 2021 ihre Einschätzung bekannt. Auch wenn in vitro-Studien gezeigt hatten, dass Ivermectin die Replikation von SARS-CoV-2 zu blockieren vermochte und einige Studien Hinweise auf eine Wirksamkeit ergaben, sei in der Gesamtschau die Datenlage bislang nicht ausreichend, um die Anwendung von Ivermectin gegen COVID-19 außerhalb klinischer Studien zu stützen.

### Lage in einzelnen Staaten

#### Japan
Das Gesundheitsministerium in Japan hat im Juli 2021 Ivermectin als Medikation eingestuft, deren Wirksamkeit und Sicherheit bei Verwendung gegen COVID-19 als nicht belegt gilt.

#### USA
Am 14. Januar 2021 hat das US-amerikanische National Institutes of Health (NIH) Ivermectin in ihre Richtlinie als Therapieoption aufgenommen und Ende April 2022 aktualisiert. Das NIH empfiehlt, Ivermectin nur im Rahmen klinischer Studien bei COVID-19-Infektionen einzusetzen. Eine Zulassung seitens der FDA von Ivermectin gegen COVID-19 liegt nicht vor. Die FDA warnt vor einem Einsatz hoher Dosen, Ivermectin sollte nicht zur Behandlung oder Vorbeugung gegen COVID-19 eingenommen werden.
In den USA kam es im August 2021 zu einer sprunghaften Nachfrage nach Ivermectin für Pferde, das rezeptfrei zu bekommen ist, so dass manche Händler von den Kunden Belege verlangten, dass sie ein Pferd besäßen. Aufgrund des viel höheren Gewichts von Pferden kommt es bei Einnahme einer Tablette für Pferde beim Menschen zu einer enormen Überdosierung, so dass die FDA auf Twitter vor der Einnahme dieser Tabletten warnte: „You aren’t a horse, you aren’t a cow. Seriously, all of you, stop it.“ („Du bist kein Pferd, du bist keine Kuh. Ernsthaft: ihr alle, hört auf damit.“). Nachdem drei Ärzte Klage dagegen erhoben hatten, einigte sich die FDA im Rahmen eines Vergleichs mit den Klägern darauf, die entsprechenden Posts zu entfernen.

#### Deutschland
Beide Arbeitsgruppen des Robert Koch-Instituts (RKI), die STAKOB und die COVRIIN, empfehlen Ivermectin nur im Rahmen klinischer Studien bei COVID-19-Infektionen einzusetzen und schließen sich damit der Auffassung der WHO an (s. o.).

#### Österreich
Das Bundesamt für Sicherheit im Gesundheitswesen empfiehlt die Verwendung von Ivermectin ebenfalls wie Deutschland nur im Rahmen klinischer Studien bei COVID-19-Infektionen. Sie führt an, dass für eine ausreichende antivirale Konzentration gegen SARS-COV-2 wesentlich höhere Dosierungen als die ursprünglich zugelassene notwendig wären; dies würde jedoch zu Toxizitäten führen.

#### Andere Länder
Am 8. Mai 2020 erteilte das peruanische Gesundheitsministerium Ivermectin eine Zulassung für die Behandlung von leichten und mittelschweren COVID-19-Fällen. Die Zulassung wurde basierend auf den Ergebnissen der erwähnten australischen in vitro-Studie erteilt. Diese Zulassung, weitere positive Berichte in der Presse sowie zahlreiche Falschinformationen führten zu einem regelrechten Ansturm auf das Medikament und dazu, dass sogar tierärztliche Bestände aufgekauft und auf dem Schwarzmarkt gehandelt wurden. Weitere lateinamerikanische Länder (u. a. Bolivien) popularisierten ebenfalls die Anwendung, obwohl der damalige bolivianische Gesundheitsminister Marcelo Navajas bestätigte, dass es für eine Anwendung keine Evidenz gibt. Von der Wissenschaftlergemeinde wurde diese unkontrollierte Anwendung Ivermectins kritisiert, da sie die Durchführung von kontrollierten klinischen Studien zur Wirksamkeit erschwere. Peru hatte Oktober 2020 die Empfehlung eingeschränkt und 2021 schließlich ganz widerrufen. In den lateinamerikanischen Ländern, insbesondere Brasilien, kam es Anfang 2021 zu extrem hohen Infektions- und Todeszahlen durch die P1-Variante, trotz vorangegangenen Einsatzes Ivermectins als vermeintliches Präventionsmittel.
Als erstes EU-Land genehmigte die Slowakei am 26. Januar 2021, nach Anfrage des Infektiologen Ivan Schreter an das Gesundheitsministerium, für sechs Monate die Therapie und Prophylaxe mit Ivermectin bei COVID-19. Da es in der Slowakei aktuell kein zugelassenes Humanarzneimittel gibt, wird das Produkt zum Beispiel aus dem Nachbarland Österreich importiert. Seit März 2021 besteht ebenfalls eine Sondergenehmigung für den Gebrauch ohne Zulassung in der Tschechischen Republik.
Auch in afrikanischen Ländern, wie zum Beispiel Zimbabwe und Südafrika, ist der regulierte Import von Humanarzneimitteln mit Ivermectin seit Ende Januar erlaubt. Die südafrikanische Zulassungsbehörde SAHPRA empfahl zwischenzeitlich nur einen patientenindividuellen und reflektierten Einsatz im Rahmen eines Compassionate-Use-Verfahrens bei COVID-19, dieser wurde Ende Mai 2022 beendet. Dies geschah, da ein medizinischer Nutzen von Ivermectin zur Behandlung von Covid-19 nicht belegt ist, zudem wurden mehrere für Ivermectin sprechende Studien wieder zurückgezogen.
In Indien wurde die im April 2021 herausgegebene Empfehlung, Ivermectin bei mild verlaufenden oder asymptomatischen Fällen kurzfristig einzunehmen, im Juni desselben Jahres wieder zurückgezogen.

## Vergiftungen durch Überdosierung bei COVID-19 und weiteren Erkrankungen
In verschiedenen Staaten erlitten Menschen nach Ivermectin-Einnahme Vergiftungserscheinungen, unter anderem in den USA und Australien, wo mehrere hunderte Menschen nach der Einnahme notfallmedizinisch behandelt werden mussten. Es wird davon ausgegangen, dass vor allem Ungeimpfte Ivermectin ohne ärztliche Begleitung per Selbstbehandlung einnehmen, wobei es auch zu Überdosierungen kommt. Das Centers for Disease Control and Prevention warnte explizit vor den Folgen dieses Medikamentenmissbrauchs.
In Österreich rief die FPÖ, die die von der Regierung erlassenen Corona-Schutzmaßnahmen ablehnt und auch aktiv Zweifel an der Corona-Impfung verbreitet, zur Einnahme von Ivermectin auf. Daraufhin stieg der Absatz des Mittels so stark an, dass es in vielen Apotheken ausverkauft war. Auch in Österreich gab es Vergiftungen, nachdem Menschen die für Pferde vorgesehene Dosis eingenommen hatten. Zudem verstarben mit COVID-19 Infizierte nach Selbstbehandlung mit Ivermectin an COVID-19.
Überdosierungen führen zu Schwindel, Verwirrtheit, Magen-Darm-Beschwerden, Sehstörungen, Hautausschlag oder Krampfanfällen.
Es sind Verschwörungsmythen über angebliche Heilungen bei weiteren Krankheiten im Umlauf, häufig durch prominente Unterstützter gepusht, die regelmäßig als irreführende Falschmeldungen widerlegt werden. Auch hier ist trotz eines theoretischen Heilungspotenzials eine medizinische Wirkung in nicht-toxischer Konzentration nicht nachweisbar. Ein kanadischer Mediziner, der den Wirkstoff gegen Krebs, Parkinson und Alzheimer empfohlen haben soll, hatte 2019 seine Approbation als Arzt verloren.